# Литературный генерал
Литературный генерал (или «генерал от литературы», также «литературный маршал») — устойчивое выражение, иногда имеющее иронический оттенок, в отношении советских литераторов, занимавших важные руководящие посты в писательских союзах СССР или партийной номенклатуре. Синонимично выражению «функционер от литературы» или «литератор-администратор».

## Возникновение крылатого выражения
Впервые в русской словесности выражение «литературный генерал» возникает в творчестве писателя Ф. М. Достоевского в романе «Униженные и оскорбленные» (1861)
«- А! Да это ты, Маслобоев! — вскричал я, вдруг узнав в нем прежнего школьного товарища… — ну встреча!
Да, встреча! лет шесть не встречались. То есть и встречались, да ваше превосходительство неудостаивали взглядом-с. Ведь вы генералы-с, литературные то есть-с!..
Говоря это, он насмешливо улыбался». 
Также это выражение Достоевский использовал и в журнальной заметке «Молодое перо» («Время», 1863, кн. 2). Позднее это же выражение возникает и в творчестве М. Е. Салтыкова-Щедрина.

## Второе рождение в СССР
Вторую жизнь выражение «литературный генерал» получило уже в советское время (20-30-е годы XX столетия) благодаря Максиму Горькому, который часто прохаживался насчет «генералов от литературы» подобно тому, как в былые времена существовали генералы от кавалерии, от инфантерии: «…я далек от мысли, что интерес читателя к моей скромной фигуре возбуждает в нем желание знать обо мне столько же, сколько он знает о генералах от литературы» (М. Горький, Как меня отбрили).
И. В. Сталин в письме Ф. Кону 9 июля 1929 года употребляет схожее определение «литературный вельможа»:
Я думаю, что нам пора отрешиться от этой барской привычки выдвигать и без того выдвинутых литературных «вельмож», от «величия» которых стоном стонут наши молодые, никому не известные и всеми забытые литературные силы.
После создания Союза писателей СССР выражение прочно вошло в обиход и стало использоваться современниками в отношении писателей-функционеров, занимавших руководящие посты секретарей. Так К. Чуковский писал о А. Фадееве: «…положение отставного литературного маршала для него было лютым мучением…».
И в статьях современных авторов, посвященных литераторам советской эпохи, часто пользуются этим определением, например в отношении А. Фадеева, Г. Маркова, В. Карпова, Ю. Бондарева, П. Проскурина.
Результатом появления литературного генералитета стало официозное направление «секретарской литературы».